# Rastatter Kongress
Der Rastatter Kongress, der von 1797 bis 1799 tagte, sollte die Ausführung der Beschlüsse des Friedens von Campo Formio bringen, nämlich die Abtretung des linken Rheinufers an Frankreich. 

## Vorgeschichte
Kaiser Franz II. hatte nach der Niederlage im Ersten Koalitionskrieg in seiner Eigenschaft als König von Ungarn und Erzherzog von Österreich gehandelt und Territorien seiner Erblande an das revolutionäre Frankreich abgetreten. Er hatte in einem Zusatzvertrag allerdings auch versprochen, sich für eine Abtretung der linksrheinischen Territorien, die zum Heiligen Römischen Reich gehörten, einzusetzen.
Zur Entschädigung für die abzutretenden Gebiete sollten zugunsten der weltlichen Herrscher kirchliche Territorien säkularisiert werden.

## Verhandlungen
Diese Fragen sollten auf dem Kongress von Rastatt verhandelt werden und auch das Reich als Ganzes Frieden mit Frankreich schließen. Hierzu entsandte der Reichstag eine Reichsdeputation. Angesichts der paradoxen Situation, dass mit Preußen und Österreich die beiden größten und mächtigsten Reichsstände bereits Frieden geschlossen hatten, sah sich die Reichsdeputation gezwungen, dem Abtretungs- und Entschädigungsplan zuzustimmen. Deren Aufgabe war nur noch, zu beschließen, welche weltlichen Fürsten entschädigt werden und welche geistlichen Territorien als Verfügungsmasse dienen sollten. 
Beim Ausbruch des Zweiten Koalitionskrieges gegen Frankreich wurde der Rastatter Kongress 1799 abgebrochen, und es kam niemals zu einem rechtskräftigen Friedensschluss.